# انتخابات ریاست‌جمهوری ایران (۱۳۹۲)
یازدهمین دورهٔ انتخابات ریاست‌جمهوری ایران در روز جمعه ۲۴ خرداد ۱۳۹۲ برگزار گردید که طی آن حسن روحانی به عنوان هفتمین رئیس‌جمهور ایران برگزیده شد.
همزمان چهارمین انتخابات شورای شهر و روستا و نیز انتخابات میان‌دوره‌ای مجلس نهم در چهار حوزه و انتخابات میان‌دوره‌ای دورهٔ چهارم خبرگان در دو استان آذربایجان غربی و کهگیلویه و بویراحمد برگزار شد.

## پیشینه

### انتخابات پیشین
در انتخابات ریاست‌جمهوری دوره پیش (خرداد ۱۳۸۸)، محمود احمدی‌نژاد، میر حسین موسوی، محسن رضایی و مهدی کروبی به رقابت پرداختند. در آن انتخابات، محمود احمدی‌نژاد موفق شد با کسب حدود ۶۳ درصد از آراء به پیروزی دست یابد. اعلام چنین نتیجه‌ای، اعتراض گستردهٔ اصلاح‌طلبان و طرفداران موسوی و کروبی را به دنبال داشت.

### اصلاح قانون انتخابات
یکی از موضوع‌هایی که از سال پیش از انتخابات مطرح شده است، بحث اصلاح قانون به‌خصوص پیرامون مجری انتخابات، شرایط نامزدان انتخابات است.
مجری انتخابات طبق قانون وزارت کشور (دولت) است و دربارهٔ تغییر یا ابقای این قانون اظهارنظرهایی وجود دارد.
همچنین در قانون آمده است که نامزدان باید مردان سیاسی و مذهبی و دارای سواد خواندن و نوشتن باشند؛ ولی مشخص نشده است که منظور از رجال سیاسی و مذهبی چیست. همان‌گونه که برای نمایندگی مجلس مدرک کارشناسی ارشد یا معادل حوزوی آن نیاز است دربارهٔ اینکه «آیا تعیین مدرک برای نامزدان رئیس‌جمهور نیاز هست یا نه؟» نیز اظهارنظرهایی وجود دارد؛ چنانچه طبق قانون تصویب‌شده در مجلس هشتم حداقل تحصیلات نمایندگان مجلس کارشناسی ارشد یا هم‌ارز حوزوی است.
تا کنون عباسعلی کدخدایی سخنگوی شورای نگهبان نیز چند بار این موضوع را مطرح کرده است.
هم‌چنین گفته شد که سید علی خامنه‌ای، رهبر ایران، از مجمع تشخیص مصلحت نظام خواسته است تا در نظام انتخاباتی بازنگری کنند و نقص‌هایش را برطرف کند.
امیر خجسته رئیس گروه شوراها و امور داخلی مجلس شورای اسلامی گفته است که در جلسه‌ای با حضور کارشناسان مجمع تشخیص مصلحت نظام، وزارت کشور و شورای نگهبان تصمیم‌گیری برای اصلاح و بازنگری در قانون انتخابات ریاست جمهوری آغاز شده است. وی همچنین اعلام کرد که بررسی اصلاح قانون انتخابات ریاست‌جمهوری با حضور سید صولت مرتضوی و گروه کارشناسی دولت انجام شد و از شورای نگهبان و مجمع تشخیص -که به موضوع مربوطند- دعوت آمد تا به کمیسیون بیایند و نظرها و کارهای کارشناسی‌شدهٔ خود را به گروه گزارش کنند تا تصمیم نهایی را برای برنامه‌های بعدی بگیریم.
موضع دولت دربارهٔ تغییر مجری انتخابات مثبت نیست. محمدرضا میرتاج‌الدینی معاون رئیس‌جمهور اجرای قانون اساسی و انتخابات را از وظایف قوه مجریه دانست و از تغییر نهاد برگزارکننده انتخابات انتقاد کرد و به دلایلی آن را نادرست دانست.
مصطفی محمدنجار وزیر کشور نیز گفت این کار مبنای قانونی ندارد و باعث درهم شدن وظیفهٔ قوه‌ها می‌شود.

#### اصلاحات
قانون جدیدِ انتخابات ابتدا تحتِ عنوانِ «طرحِ اصلاحِ انتخابات ریاست جمهوری ایران» در تاریخ ۲۶ آذرماه ۱۳۹۱ به تصویب مجلس رسید.؛ اما شورای نگهبان قانون اساسی، مواردی از آن را خلاف قانون اساسی و شرع تشخیص داد. اما این طرح در نهایت در در ۲۶ دیماه در مجلس و متعاقب آن در ۴ بهمن ۱۳۹۱ در شورای نگهبان تأیید شد. این قانون توسط علی لاریجانی در ۲۱ بهمن ۱۳۹۱ برای اجرا به رئیس‌جمهور ابلاغ شد.
برخی از مواردِ مهمِ اصلاح شده عبارتند از:
| ماده    | قانون سابق                                                                            | قانون فعلی (اصلاح‌شده) |
| ------- | ------------------------------------------------------------------------------------- | --- |
| ۱۸ و ۳۱ | - وزارت کشور نتیجه انتخابات را اعلام می‌کند. - وزارت کشور به تنهایی مجری انتخابات است. | - وزارت کشور، زیر نظر هیئت اجرایی مرکزی انتخابات، مجری انتخابات است*. - نتایج نهایی انتخابات پس از تأیید هیئت اجرایی، توسط وزیر کشور اعلام عمومی می‌شود. پس از آن صحت انتخابات باید توسط شورای نگهبان تأیید شود.                           |
| ۶۴      | - برنامه تبلیغاتی (رادیویی و تلویزیونی) نامزدها باید ضبط شود.                         | - کمیسیون بررسی تبلیغات در صورت تشخیصِ می‌تواند مواردِ خلافِ قانون**، را از برنامه تبلیغاتی نامزد حذف کند. - در صورت ارتکاب موارد خلافِ قانون در زمان پخش زنده، سازمان صدا و سیما باید فرصت مناسب برای احقاق حق، به شکل ضبط شده را فراهم آورد. |
| ۸و۹     | •کاندید انتخابات باید رای مطلق را بیاورد. (۵۰درصد+۱)                                  | •برای رفتن به دور دوم کاندیدای دیگر باید حداقل ۲۰ درصد رای بیاورند. |

*ماده ۳۱: مجری انتخابات وزارت کشور است اما می‌بایست زیر نظر هیئت اجرایی مرکزی انتخابات اقدام نماید: این هیئت از ۱۱ نفر تشکیل شده شاملِ: سه فردِ حقوقی (وزیر کشور، وزیر اطلاعات، دادستان کل کشور) و ۷ نفر معتمد (شخصیت فرهنگی، دینی، اجتماعی و سیاسی) و یک نفر از هیئت رئیسه مجلس (بدون حق رای)

** این موارد عبارتند از: مطالبِ توهین‌آمیز، هتک حرمت سایر نامزدها یا افراد یا مواردِ مغایر با قوانین
با وجود الزام قانون به تشکیل هیئت اجرایی حداقل ۵ ماه پیش از انتخابات، دولت در تاریخِ ۸ اردیبهشت از اعلامِ اسامی به هیئت نظارت انتخابات خبر داد. پیش از این مجلس شورای اسلامی از قصور در اعلام تشکیلِ این هیئت شکایت کرده بود. کدخدایی، سخنگوی شورای نگهبان از رد شدن بخشی از فهرست ارائه شده از سوی وزارت کشور خبر داد. وی دلیلِ این‌کار را «حفظ استقلال و بی‌طرفی هیئت مرکزی اجرایی» ذکر نمود. اما در همین حال از تأیید فهرست نهایی تا پایان وقت اداری روز ۱۰ اردیبهشت خبر داد. فهرست اسامی معتمدان مورد تأیید شورای نگهبان عبارتند از:
- مرتضی بختیاری وزیر دادگستری
- انسیه خزعلی رئیس دانشگاه الزهرا
- اسماعیل کوثری، نماینده مردم تهران
- محمد محمدیان، نهاد نمایندگی رهبری در دانشگاه‌ها
- سید رضا تقوی، رئیس شورای سیاستگذاری ائمه جمعه
- محمدحسن رحیمیان، نماینده رهبری در بنیاد شهید
- محمدمهدی زاهدی، نماینده مردم کرمان و رئیس کمیسیون آموزش مجلس شورای اسلامی

همچنین رضا تقی‌پور، حسین مظفر (نماینده تهران در مجلس)، سید یدالله شیرمردی و رضا آشتیانی عراقی (نماینده قم در مجلس) به عنوان ۴ عضو علی‌البدل هیئت عالی اجرایی انتخابات، انتخاب شدند. طبق قانون نماینده مجلس فاقد حقِ رأی است، ولی در فهرست ارائه شده مشخص نشده که چه کسی از سوی مجلس در این هیئت نمایندگی دارد. از طرف دیگر حضور ۳ نماینده ولی‌فقیه (در سازمان‌های مختلف) در این هیئت، جالب توجه است.

## نامزدهای انتخاباتی
نام‌نویسی نامزدان انتخابات ریاست‌جمهوری از ۱۷ تا ۲۱ اردیبهشت ۱۳۹۲ انجام شد.
رسیدگی به صلاحیت نامزدها، ابتدا به مدت ۵ روز از ۲۲ تا ۲۶ اردیبهشت توسط شورای نگهبان صورت پذیرفت. سپس شورای نگهبان یک تمدید پنج روزه را برای بررسی بیشتر صلاحیت نامزدها درخواست کرد. در نهایت شورای نگهبان اسامی نامزدهای احراز صلاحیت شده را در ۳۱ اردیبهشت ۱۳۹۲ به وزارت کشور فرستاد. به دنبال آن، وزارت کشور در ساعت‌های پایانی ۳۱ اردیبهشت ۱۳۹۲ اسامی نامزدهای تأیید صلاحیت شده را اعلام کرد. تبلیغات رسمی نامزدها از ساعت هشت صبح روز ۳ خرداد ۱۳۹۲ آغاز و به مدت ۲۰ روز ادامه یافت. رأی‌گیری در روز جمعه ۲۴ خرداد ۱۳۹۲ برگزار شد.
در مجموع ۶۸۶ نفر در این انتخابات ثبت‌نام کردند که تنها حدود ۳۷ نفر از آن‌ها چهره‌های برجسته سیاسی بودند. از این ۳۷ نامزد شناخته‌شده، ۹ نفر به اسامی: محمدحسن ابوترابی فرد، کامران باقری لنکرانی، رامین مهمانپرست، داوود احمدی‌نژاد، صادق واعظ زاده، علی اکبر جوانفکر، محمدرضا رحیمی، صادق خلیلیان و جواد اطاعت قبل از اعلام گزارش نهایی بررسی صلاحیت‌ها انصراف دادند.

### نامزدهای حاضر در انتخابات
وزارت کشور در تاریخ ۳۱ اردیبهشت ۱۳۹۲ نتیجهٔ احراز صلاحیت کاندیدهای ریاست جمهوری توسط شورای نگهبان را به شرح زیر اعلام کرد که از ۸ نفر دو نفر بعداً کنار کشیدند:
| گرایش     | حامیان                                                                                            | نامزد            | نامزد | حزب                                    | شعار                            | سمت‌های کلیدی | تحصیلات                  |
| --------- | ------------------------------------------------------------------------------------------------- | ---------------- | ----- | -------------------------------------- | ------------------------------- | --- | ------------------------ |
| اصول‌گرا   | جبههٔ پایداری                                                                                      | سعید جلیلی       |       | مستقل                                  | حیات طیبه                       | دبیر شورای عالی امنیت ملی رئیس تیم هسته‌ای و مذاکره‌کننده ارشد ایران | دکترای علوم سیاسی        |
| اصول‌گرا   |                                                                                                   | محمدباقر قالیباف |       | جمعیت پیشرفت و عدالت                   | ایران سربلند (تغییر زندگی مردم) | فرماندهی نیروی هوایی سپاه، فرمانده ناجا، شهردار تهران | دکترای جغرافیای سیاسی    |
| اصول‌گرا   | جبههٔ پیروان خط امام و رهبریجامعهٔ اسلامی مهندسینحزب مؤتلفه، اصول‌گرایان اصلاح‌طلب، جبههٔ حامیان ولایت | علی‌اکبر ولایتی   |       | مستقل                                  | دولت متمم                       | وزیر امور خارجه ایران در دولت موسوی و هاشمی، مشاور امور بین‌الملل رهبری | فوق تخصص بیماری‌های عفونی |
| اصول‌گرا   | جبههٔ ایستادگی                                                                                     | محسن رضایی       |       | جبهه ایستادگی                          | سلام بر زندگی                   | فرمانده سپاه پاسداران در ۸ سال دفاع مقدس، دبیر مجمع تشخیص مصلحت نظام | دکترای اقتصاد            |
| اعتدال‌گرا | حزب اعتدال و توسعه، جبهه اصلاحات                                                                  | حسن روحانی       |       | حزب اعتدال و توسعه جامعهٔ روحانیت مبارز | دولت تدبیر و امید               | دبیر شورای عالی امنیت ملی در دولت هاشمی و دولت خاتمی، نماینده مجلس خبرگان، عضو و دبیر پیشین مجمع تشخیص، ۵ دوره نماینده مجلس شورای اسلامی، نایب رئیس مجلس شورای اسلامی، رئیس تیم هسته‌ای و مذاکره‌کننده ارشد ایران در دولت خاتمی، رئیس مجمع استراتژیک مجمع تشخیص، نماینده رهبر در شورای عالی امنیت ملی، فرمانده پدافند هوایی کل کشور، عضو و رئیس شورای سرپرستی سازمان صدا و سیما | دکترای حقوق اساسی        |
| مستقل     |                                                                                                   | سید محمد غرضی    |       | مستقل                                  | دولت ضد تورم                    | نماینده دوره اول مجلس شورای اسلامی، وزیر نفت دولت میرحسین موسوی و وزیر پست و تلگراف و تلفن دولت موسوی و هاشمی | کارشناس ارشد الکترونیک   |

### نامزدان کنار کشیده
- غلامعلی حداد عادل (پویش): نامزد اصول‌گرای انتخابات که مورد پشتیبانی جمعیت رهپویان انقلاب اسلامی و جمعیت ایثارگران انقلاب اسلامی بود در ۲۰ خرداد ۱۳۹۲ (چهار روز پیش از انتخابات ریاست‌جمهوری) به نفع نامزدهای اصول‌گرا از ادامه رقابت‌ها کناره‌گیری کرد.[۳۴][۳۵]
- محمدرضا عارف (پویش): نامزد اصلاح‌طلبان در این انتخابات بود. او پیش از این به مدت چهار سال معاون اول سید محمد خاتمی در دولت دوم خاتمی بود. عارف به درخواست سید محمد خاتمی به نفع حسن روحانی، از انتخابات انصراف داد.[۳۶][۳۷] پس از کناره‌گیری عارف از نامزدی در این انتخابات، حسن روحانی با انتشار پیامی از محمدرضا عارف تقدیر کرد.[۳۸] همچنین در پیام‌های جداگانه‌ای، مجمع روحانیون مبارز، اکبر هاشمی رفسنجانی و سید محمد خاتمی از محمدرضا عارف تقدیر کردند.[۳۹][۴۰]

### ردصلاحیت شده‌های سرشناس
- اکبر هاشمی رفسنجانی
- اسفندیار رحیم مشایی
- روح‌الله احمدزادهٔ کرمانی
- محمد شریعتمداری
- سید محمدباقر خرازی
- علیرضا زاکانی
- علی فلاحیان
- مصطفی کواکبیان
- ابراهیم اصغرزاده
- اکبر اعلمی
- حسن سبحانی
- محمد سعیدی‌کیا
- قاسم شعله‌سعدی
- محمدحسن قدیری ابیانه
- سید احمد کاشانی
- پرویز کاظمی
- منوچهر متکی
- طهماسب مظاهری
- سید ابوالحسن نواب
- صادق واعظ زاده

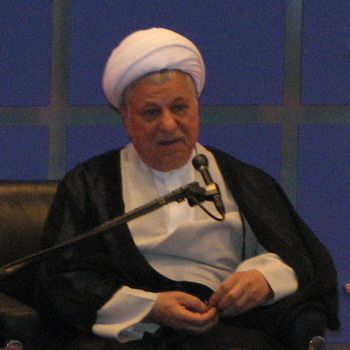
رییس‌جمهور پیشین، رییس مجلس پیشین، رییس مجمع تشخیص، رئیس پیشین شورای عالی دفاع (امنیت ملی فعلی)، جانشین پیشین فرماندهی کل قوا، وزیر پیشین کشور، رییس پیشین مجلس خبرگان رهبری وامام جمعه پیشین تهران اکبر هاشمی رفسنجانی
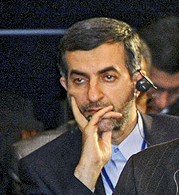
رئیس دفتر پیشین و مشاور رئیس‌جمهور ایران، اسفندیار رحیم مشایی
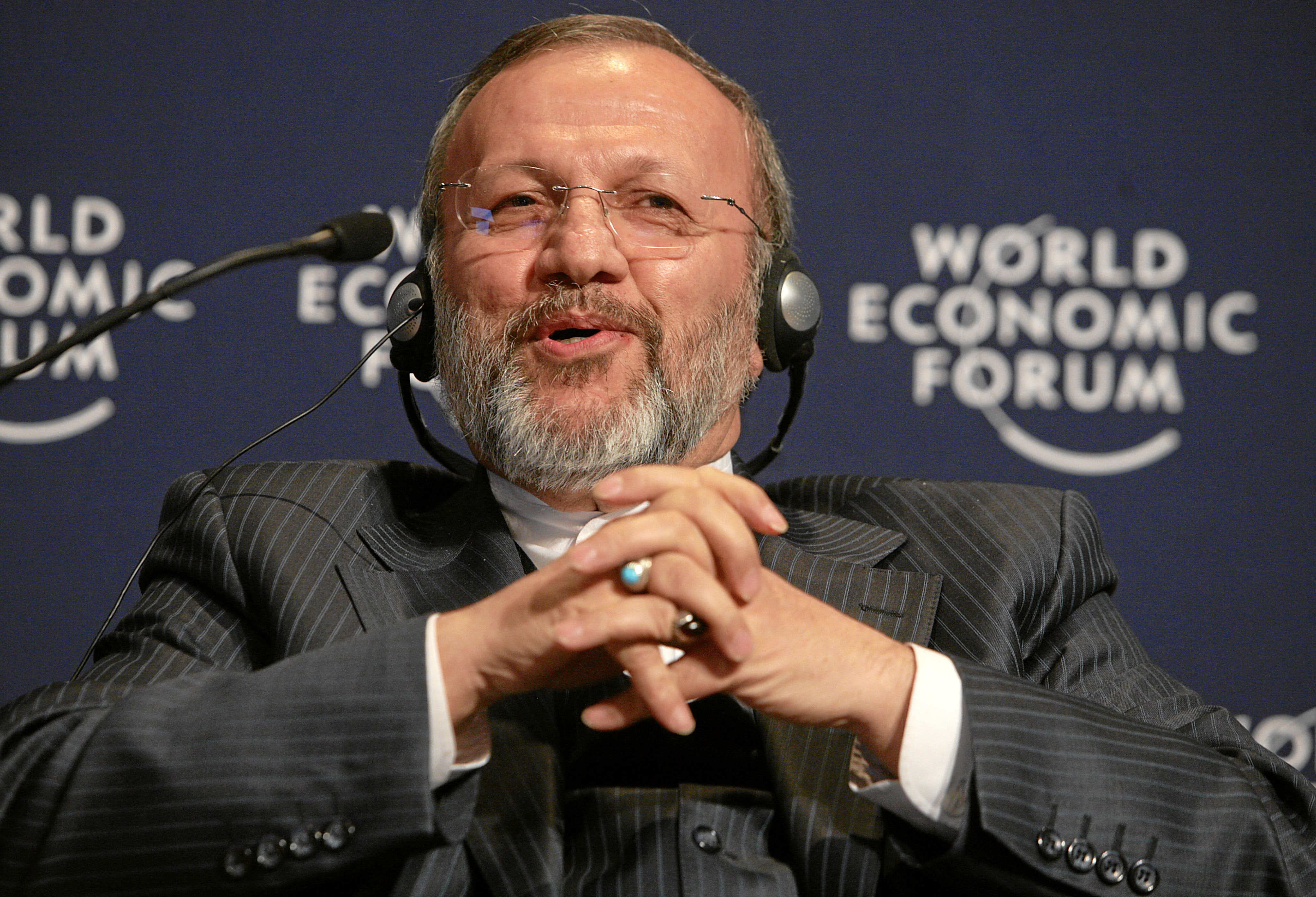
وزیر پیشین امور خارجه و نمایندهٔ مجلس اول، منوچهر متکی
دبیرکل حزب مردم‌سالاری و نمایندهٔ سابق مجلس مصطفی کواکبیان
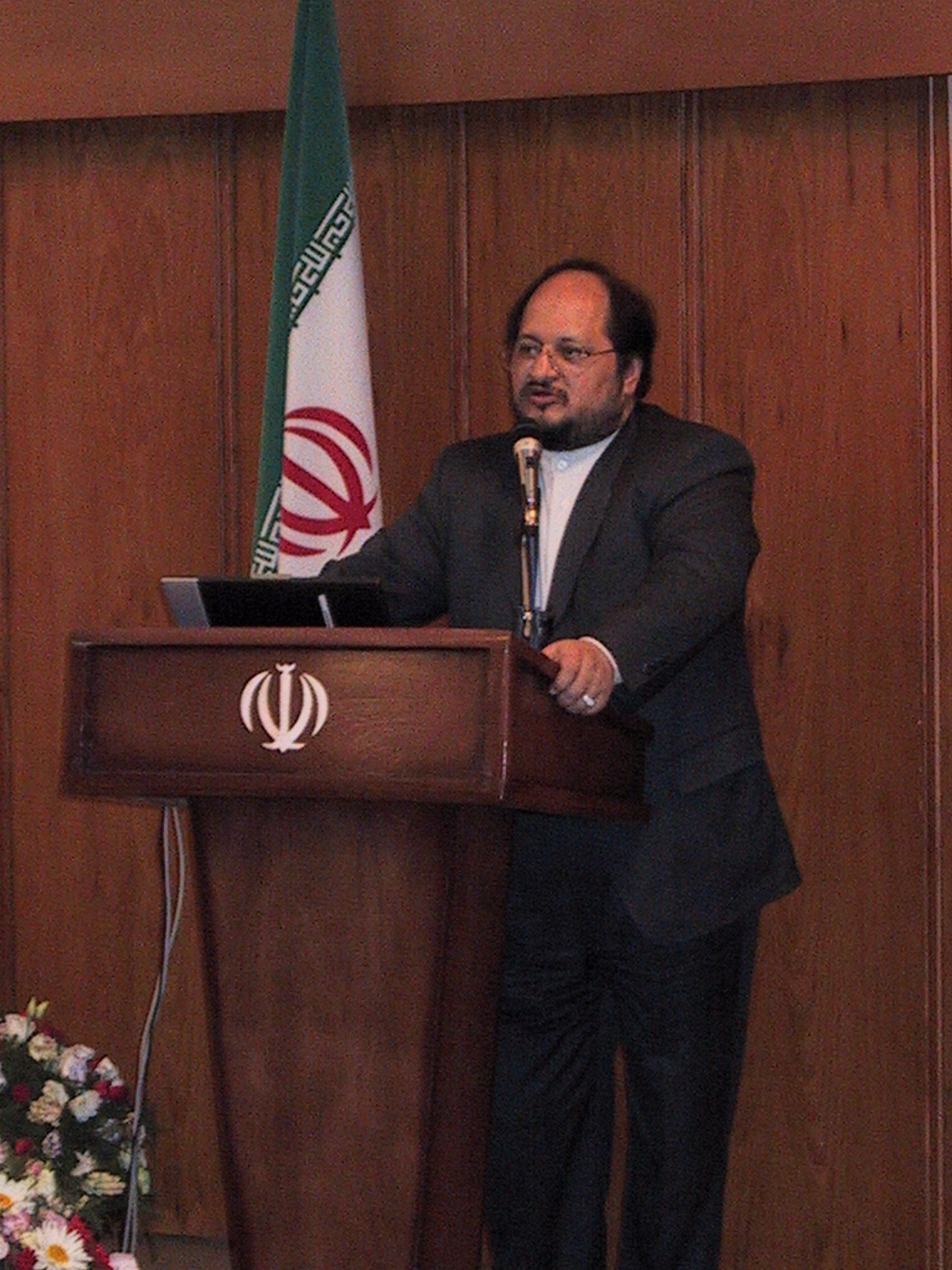
وزیر بازرگانی دولت خاتمی، محمد شریعتمداری
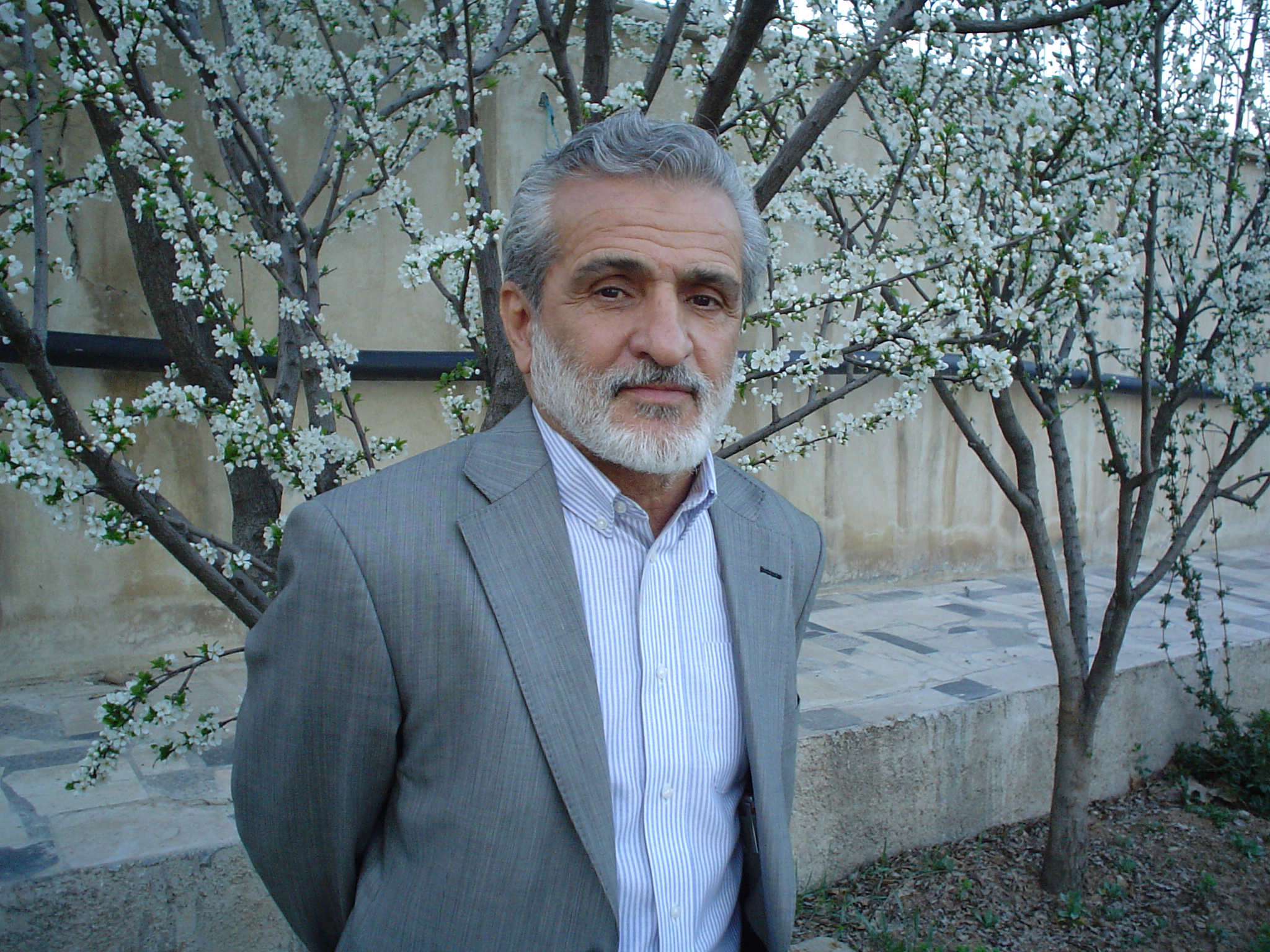
نمایندهٔ مجلس اول و دوم، سید احمد کاشانی
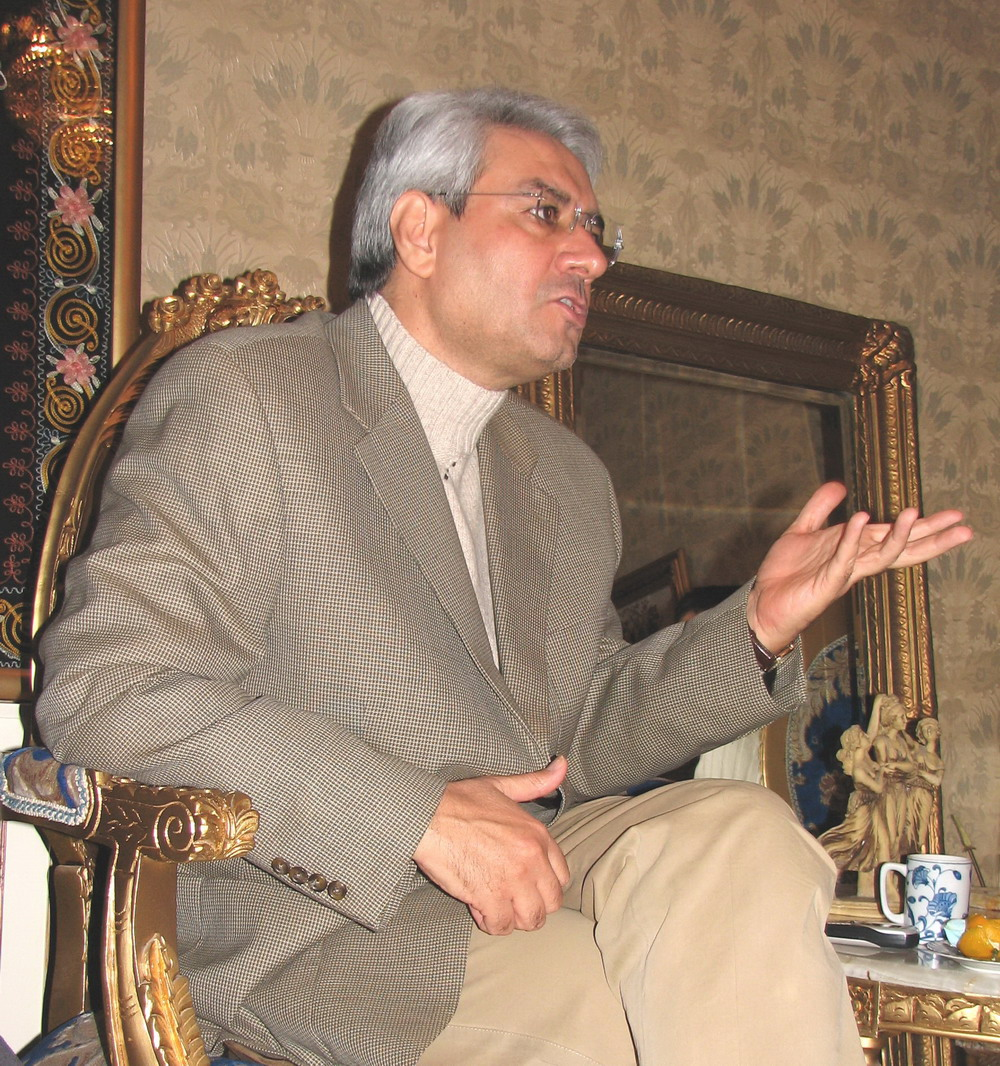
نمایندهٔ مجلس سوم و شورای شهر سوم تهران ابراهیم اصغرزاده
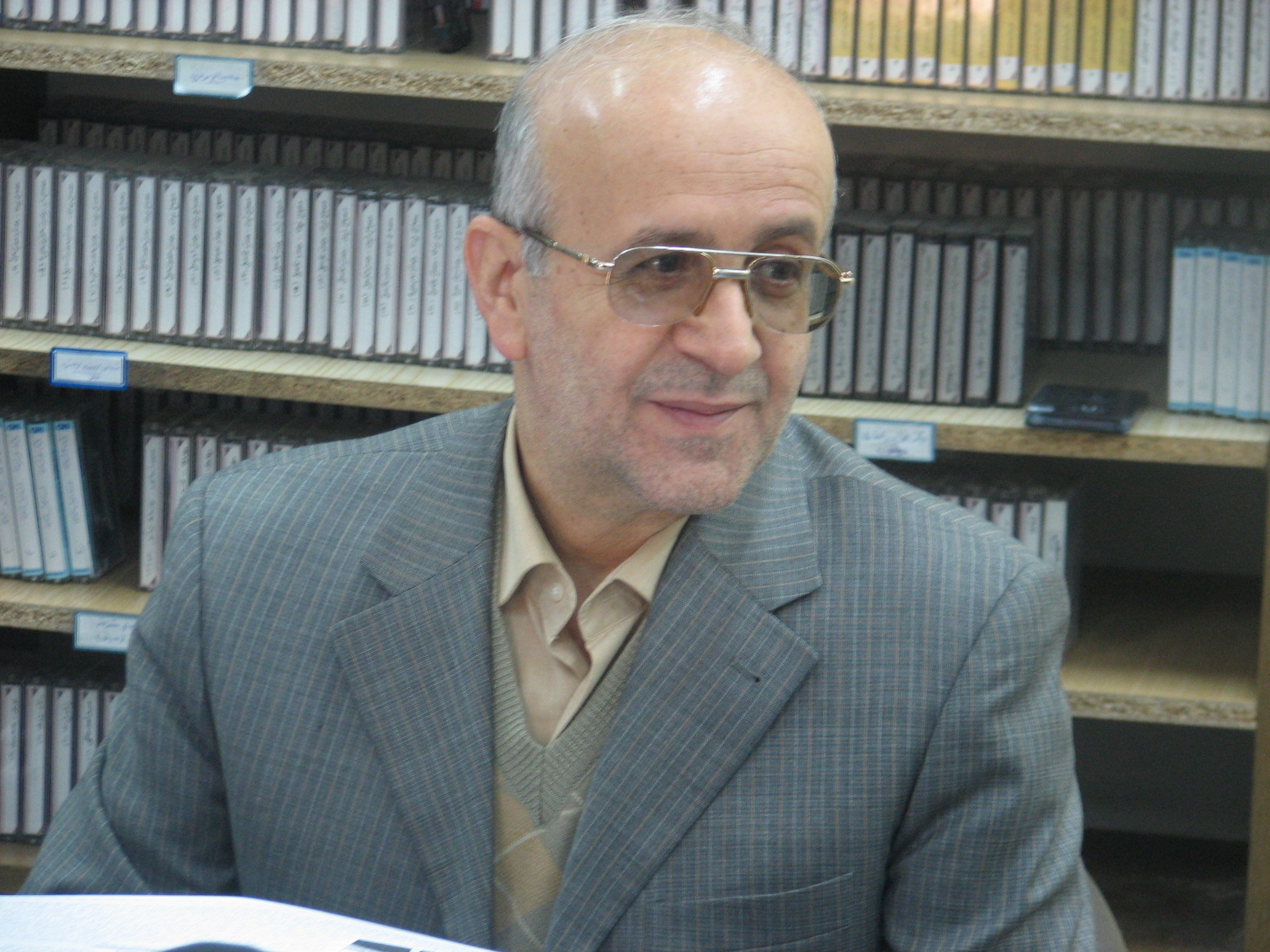
نمایندهٔ مجلس‌های پنجم تا هفتم، حسن سبحانی

### داوطلبان کنار کشیدهٔ سرشناس
داوطلبان سرشناس زیر پیش از اعلام بررسی صلاحیت از انتخابات کنار کشیدند:
- سید محمدحسن ابوترابی‌فرد
- داوود احمدی‌نژاد
- جواد اطاعت
- کامران باقری لنکرانی
- علی‌اکبر جوانفکر
- صادق خلیلیان
- محمدرضا رحیمی
- علیرضا علی‌احمدی
- رامین مهمان‌پرست

## واکنش‌ها

### داخلی

#### سید علی خامنه‌ای
اصول حاکم بر سخنان رهبر ایران محور چند نکته است.
- اهمیت مضاعف این انتخابات
- تلاش دشمنان برای سرد کردن انتخابات و برگزیده شدن فردی با ویژگی‌های خلاف خواستهٔ مردم و بحرانی جلوه دادن کشور
- حضور گسترده مردم و شور انتخاباتی و بی‌اثر سازی تهدیدهای دشمنان
- حضور همه جریان‌ها و سلیقه‌های سیاسی معتقد به نظام اسلامی
- تعیین‌کننده بودن رأی مردم
- عدم اظهار نظر رهبری مبنی بر نظر بر فرد یا جریان خاص
- تمکین همه در برابر قانون
- یادآوری حوادث پیش آمده در سال ۱۳۸۸
- محترم شمردن نظر و رأی شورای نگهبان
- تشکر از تمکین به قانون احراز نشدگان
- آیندهٔ روشن
- سیاه‌نمایی نکردن و نادیده نگرفتن زحمت‌ها و کارهای برجستهٔ دولت‌ها
- ندادن وعده‌ها و شعارهایی که نامزدان توانش را ندارند[۴۱][۴۲][۴۳][۴۴][۴۵][۴۶]

دشمن در نخستین وهله در پی برگزار نشدن انتخابات و سپس پس انداختن اوست، ولی چون ناامید است می‌خواهد انتخابات را پرهزینه کند و جلو پرشوریش را گرفته حضور مردم را کمرنگ کند. نیز با پدیدآوردن ماجرایی اقتصادی یا سیاسی یا امنیتی مردم را سرگرم کنند. در همه‌جای دنیا صلاحیت نامزدان بررسی می‌شود و مطرح کردن انتخابات آزاد از حربه‌های امروز دشمن است.
کاری کنیم که نتیجه انتخابات، یک گزینش خوب و همراه با صلاح و صرفه انقلاب و کشور باشد. این معنایش این نیست که اگر ما کسی را نپسندیدیم، با او بداخلاقی کنیم، برخورد تند و سخت و غلط بکنیم؛ نه. آن کسانی که خودشان را صالح می‌دانند، برای خودشان اهلیت قائلند، وارد میدان شوند. ما هم که می‌خواهیم انتخاب کنیم، نگاه کنیم، حقیقتاً با معیارهایی که معتقدیم و بین همه ماها مشترک است، بسنجیم. شاید بشود گفت که بین همه ایرانی‌ها - معتقدین به انقلاب - این معیارها تقریباً مشترک است. در هر کسی که این معیارها را مشاهده کردیم، کوشش کنیم، تلاش کنیم، کار کنیم - کار سالم - که انتخابات به سمت انتخاب یک چنین کسی برود.

#### محمود احمدی‌نژاد
محور اصلی سخنان احمدی‌نژاد دربارهٔ انتخابات چند نکته است:
1. تأکید بر مشارکت بالا بلکه پنجاه میلیونی و بیان اهمیت و اثر وضعی و عملی این مشارکت بالا است.
2. برگزیدهٔ حداکثری و بلکه سی-چهل میلیونی
3. تغییر معادله‌های بین‌المللی و شکست دشمن با حضور حداکثری
4. تابعیت از رأی ملت و برتر بودن آن از نظرهای سیاسی و اعتماد به مردم
5. در کنار این امر وی با استناد به کلام سید علی خامنه‌ای بیان کرده‌است که همه باید در انتخابات شرکت کنند و کسی حق اعمال محدودیت بی‌مورد ندارد.
6. تأکید بر انتخابات سالم و عدم دخالت نهاد دولت در انتخابات
7. کار کردن و ادامهٔ مسئولیت تا روز تنفیذ رئیس‌جمهور دیگر[۵۰][۵۱][۵۲][۵۳][۵۴][۵۵][۵۶][۵۷][۵۸][۵۹][۶۰][۶۱][۶۲][۶۳][۶۴][۶۵][۶۶]

او به‌عنوان شخص حقیقی در انتخابات رسماً از اسفندیار رحیم مشایی پشتیبانی کرده‌بود.
او دو روز مانده به انتخابات تأکید کرد: مطمئناً ملت ایران در صحنهٔ انتخابات آینده نیز بار دیگر با توکل بر خدا تصمیم شایسته را اتخاذ خواهد کرد.

#### علی لاریجانی
علی لاریجانی رئیس مجلس شورای اسلامی گفت محدودیتی برای حضور سلیقه‌های مختلف در انتخابات وجود ندارد.
وی در مراسم بهره‌برداری از بزرگراه امام علی غیررسمی از محمدباقر قالیباف حمایت کرد.

#### دیگران
- محمدصادق حائری شیرازی

محمدصادق حائری شیرازی، نماینده مجلس خبرگان، در نامه‌ای خطاب به خامنه‌ای، نسبت به محقق نشدن انتخابات پرشور بر اثر برخی ردصلاحیت‌ها هشدار داد.

### بین‌المللی
- رئیس‌جمهور سوریه بشار اسد گفت: ایران امروز با ۱۰ سال گذشته خود تفاوت دارد و جزو مهم‌ترین و قوی‌ترین کشورها و دولتی بسیار محوری است. انتخابات این تغییرات را منعکس می‌کند. به عقیده من انتخابات و تغییراتی که در ایران روی می‌دهد چنان‌که آمریکا در پی آن است نخواهد بود و هرگز رئیس‌جمهوری که ایران را به مترسک آمریکا تبدیل کند روی کار نمی‌آید. آمریکا باید بداند در این رؤیا نباشد؛ تغییرات داخلی ایران چیزی نیست که غرب می‌خواهد.[۷۱]
- رئیس‌جمهوراسرائیل، شیمون پرز گفت: ایران به انتخابات نزدیک می‌شود و تحریم‌ها شاید بر آن تأثیر داشته باشد. تحریم‌ها و فشارها باید به صورت تدریجی تا برگزاری انتخابات علیه ایران ادامه یابد.
- رجب طیب اردوغان، نخست‌وزیرترکیه، در کنفرانس مطبوعاتی با باراک اوباما رئیس‌جمهور آمریکا با ابراز امیدواری نسبت به انجام انتخاباتی شفاف در ایران گفت که ما خواستار دوره جدیدی از استقرار در منطقه خاورمیانه هستیم.[۷۲]
- وزیر خارجه آمریکا جان کری گفت که با رد صلاحیت‌های انتخاباتی در ایران به سختی می‌توان گفت که انتخابات ایران به شیوه‌ای آزاد، رضایت بخش و قابل نظارت برگزار می‌شود. وزیر خارجه آمریکا با اشاره به اینکه شورای نگهبان تنها صلاحیت نمایندگان حکومت را تأیید کرده‌است، این اقدام شورای نگهبان را سد کردن مسیر دموکراسی به شیوه‌ای مشروع خواند.[۷۳]
- وزیر امورخارجهٔ بریتانیا ویلیام هگ پس از پایان نشست وزیران امور خارجه هشت کشور صنعتی در لندن گفت:ما امیدواریم که انتخابات ریاست جمهوری در ایران، اجازه احیای رایزنی‌ها دربارهٔ برنامهٔ هسته‌ای ایران را بدهد و قبل از پایان سال جاری تهران باید تصمیم بگیرد که آیا آماده مذاکرات جدی با ۱+۵ است یا خیر؟ وزیر خارجه انگلیس بیان کرد: در همین زمان ما هم می‌توانیم به تدوین و فرموله کردن نظرمان دربارهٔ جدی بودن نیات ایران بپردازیم.[۷۴]
- وزیر دفاع آمریکا چاک هگل در سفرش به اسرائیل در سخنرانی‌ای ابراز امیدواری کرد که انتخابات ریاست‌جمهوری ایران که قرار است در ماه ژوئن (خرداد) برگزار شود، به تغییر مسیر چرخهٔ هسته‌ای ایران بینجامد.[۷۵]

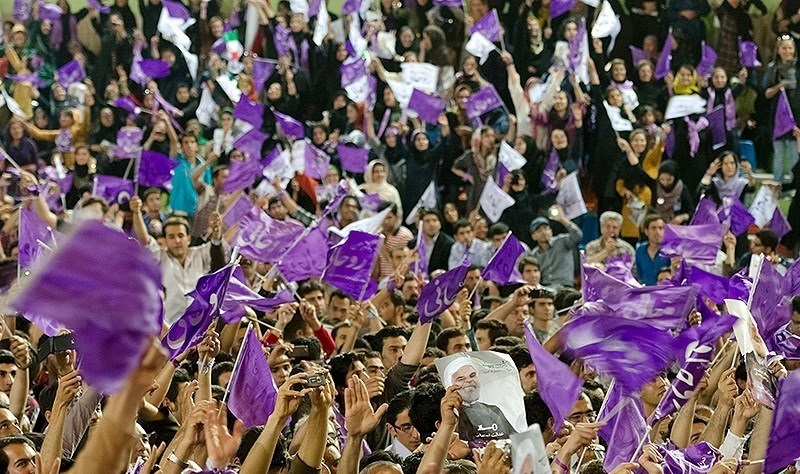
کمپین حامیان حسن روحانی

### تبریک‌های داخلی و خارجی
نخستین کسی که تبریک گفت محمود احمدی‌نژاد بود و سپس علی خامنه‌ای تبریک گفت. بلافاصله پس از اعلام نتایج نهایی انتخابات، بسیاری از مسئولان ارشد کشور نیز برگزاری موفقیت‌آمیز این انتخابات را یک پیروزی توصیف کرده و آن را به مردم ایران، مقام رهبری و حسن روحانی تبریک گفتند.
بسیاری از کشورهای جهان، نخست کشورهای اروپایی، همچنین کشورهای عربی، کشورهای آمریکا، آمریکای لاتین، روسیه نیز پیروزی حسن روحانی را تبریک گفتند.

## نظرسنجی‌ها

### نظرسنجی‌های بعد از آخرین مناظره
| منبع      | تاریخ بازبینی | تعداد   | جلیلی | حدادعادل | رضایی | روحانی | عارف   | غرضی  | قالیباف | ولایتی | وضعیت نظرسنجی |
| --------- | ------------- | ------- | ----- | -------- | ----- | ------ | ------ | ----- | ------- | ------ | ------------- |
| منبع      | تاریخ بازبینی | تعداد   |       |          |       |        |        |       |         |        | وضعیت نظرسنجی |
| انتخاب    | ۱۹ خرداد      | ۶۷٬۹۷۳  | ۵٫۹۷٪ | ۱٫۰۱٪    | ۶٫۴۵٪ | ۵۷٫۲۸٪ | ۱۷٫۳۵٪ | ۲٫۱۹٪ | ۳٫۹۷٪   | ۵٫۷۸٪  | پایان‌یافته    |
| خبرآنلاین | ۱۹ خرداد      | ۴۱٬۰۰۰  | ۶٪    | ۱٪       | ۸٪    | ۴۴٪    | ۲۱٪    | ۳٪    | ۵٪      | ۱۲٪    | "             |
| عصرایران  | ۱۹ خرداد      | ۱۰۱٬۲۲۰ | ۴٫۲۷٪ | ۱٫۲۳٪    | ۹٫۸۶٪ | ۵۵٫۳۴٪ | ۱۵٫۴۱٪ | ۳٫۲۹٪ | ۴٫۳۱٪   | ۶٫۲۸٪  | "             |
| فرارو     | ۱۹ خرداد      | ۵۰٬۶۶۶  | ۵٫۰۶٪ | ۱٫۱٪     | ۵٫۹۵٪ | ۵۲٫۹۷٪ | ۱۹٫۳۸٪ | ۲٫۹۶٪ | ۵٫۵۸٪   | ۷٪     | "             |

## برگزاری انتخابات
براساس پیش‌بینی‌های انجام شده فرایند اخذ رأی انتخابات یازدهمین دوره ریاست‌جمهوری و چهارمین دوره شوراهای اسلامی شهر و روستا در ۱۴ حوزه انتخابیه به صورت تمام الکترونیکی برگزار خواهد شد.
تغییر زمان امتحانات دانشگاه‌ها
در پی همزمانی انتخابات با آزمون‌های پایانی نیم‌سال دوم سال ۹۱–۹۲ وزارت علوم فرمان داد از ۲۰ خرداد تا ۲ تیر آزمونی برگزار نشود که مورد اعتراض فراوان برخی دانشجویان و استادان قرار گرفت.
ازجمله جنبش عدالت‌خواه دانشجویی، کانون اندیشهٔ دانشجوی مسلمان، انجمن اسلامی دانشجویان، بسیج دانشجویی دانشگاه اراک و شریف و آزاد بروجرد قرار گرفت.
همچنین رئیس نهاد نمایندگی رهبری در دانشگاه‌ها گفت دانشگاه‌ها محل خلق حماسه سیاسی اند و از این کار انتقاد و ابراز تأسف کرد.

### تبلیغات
طبق اعلام وزارت کشور، مدت تبلیغات انتخاباتی از صبح روز سوم تا پایان روز بیست و دوم خرداد به مدت ۲۰ روز تعیین شده و تبلیغات انتخاباتی نامزدها در روز ۲۳ خرداد ممنوع است.

#### مناظره‌ها و برنامه‌های تلویزیونی
در تاریخ ۳ خرداد ۱۳۹۲، طی مراسمی با حضور نمایندگان نامزدهای انتخابات ریاست‌جمهوری در صدا و سیما، جدول زمان‌بندی پخش برنامه‌های تبلیغاتی نامزدها شامل مناظره‌های مشترک، گفتگوهای رادیویی و مستندهای تبلیغاتی آن‌ها از شبکه‌های رادیویی و تلویزیونی مطابق با قرعه‌کشی مشخص شد.
بر اساس برنامه سازمان صدا و سیما هر یک از نامزدها به صورت انفرادی و بدون در نظر گرفتن مناظره‌ها، ۴۰۵ دقیقه از طریق تلویزیون و ۲۸۵ دقیقه از طریق رادیو فرصت داشتند تا با مردم سخن بگویند.
به منظور پیش‌گیری از وقوع حاشیه‌های گوناگون در مناظره‌های دو نفره، در این دوره از انتخابات مقرر گردید که مناظره‌ها به صورت دسته‌جمعی و در سه نوبت برگزار شود. شامل: مناظره اقتصادی ۱۰ خرداد، مناظره فرهنگی ۱۵ خرداد و مناظره سیاسی ۱۷ خرداد. مجری هر سه مناظره مرتضی حیدری تعیین شد. مدت زمان هر یک از مناظرات، سه و نیم ساعت تعیین شد و قرار شد که هر سه مناظره از ساعت ۱۶:۰۰ از شبکه اول سیما پخش گردد؛ و تکرار آن در همان روز، از ساعت ۲۱:۰۰ از شبکه چهار سیما پخش شود.

### رأی‌گیری

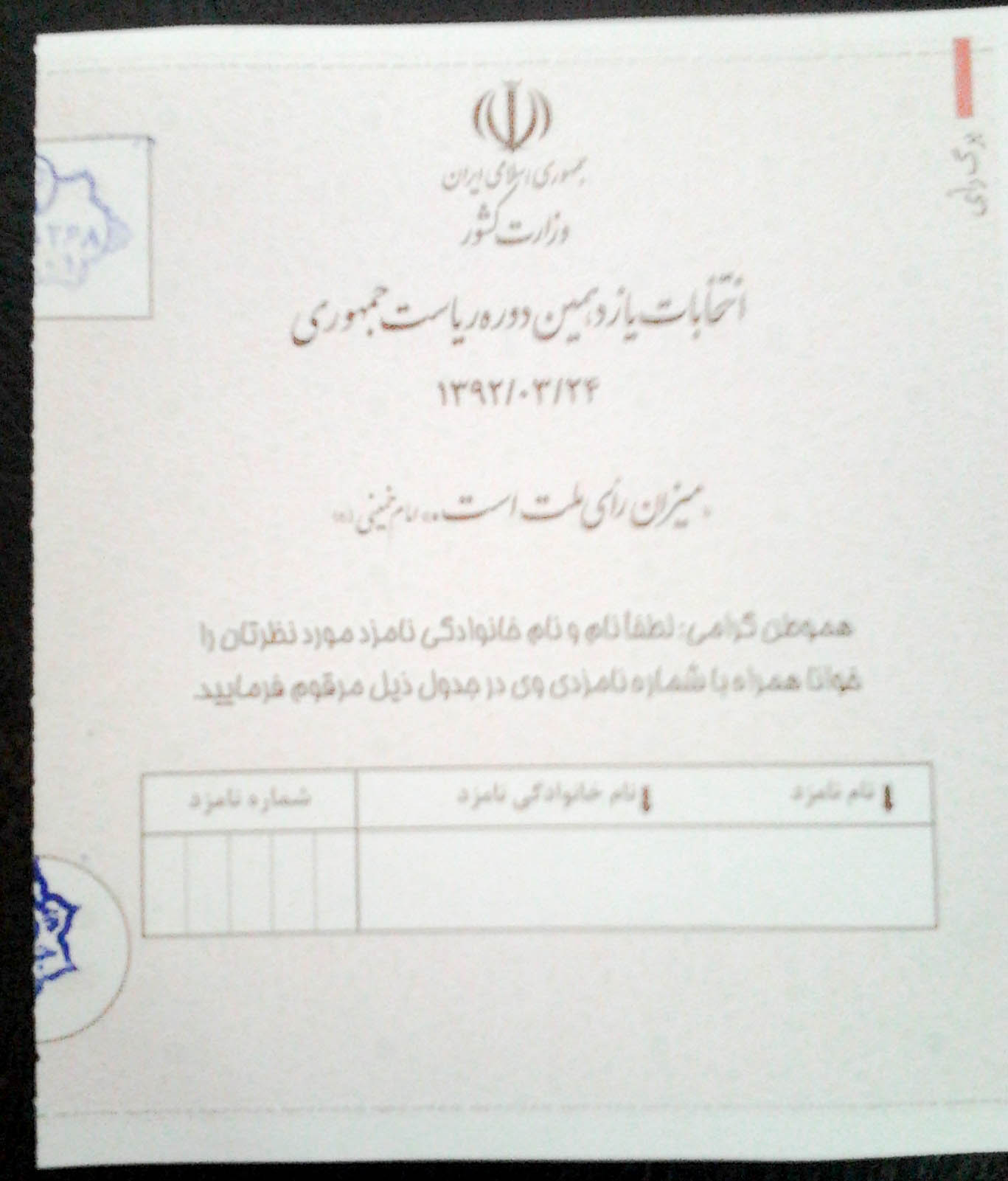
تعرفه برگه رای در یازدهمین دوره انتخابات ریاست جمهوری ایران

مصطفی محمدنجار، وزیر کشور ایران اعلام کرده بود در این دوره از انتخابات ۵۰٬۴۸۳٬۱۹۲ نفر واجد شرایط رأی‌دهی هستند که از این میان ۱٬۶۳۱٬۲۰۶ نفر رأی‌اولی هستند. بر اساس بررسی روزنامه بهار، براساس آمار سرشماری سال ۹۰، ۵۵ میلیون نفر بالای شانزده سال وجود داشتند که اکنون واجد شرایط شرکت در انتخابات‌اند. همچنین حدود سه تا پنج میلیون ایرانی مقیم خارج از کشور در این امار گنجانده نشده‌است. همچنین برای این انتخابات ۱۳۰هزار صندوق اخذ رأی در قالب ۲۰هزار شعبه در نظر گرفته شده‌است. بنابر آمار منتشره از شوی سرپرست اداره‌کل رسانه‌های خارجی، برای پوشش رسانه‌ای انتخابات، ۴۲۱ خبرنگار از ۱۹۳ خبرگزاری متعلق به ۲۸ کشور جهان مجوز خبرنگاری در روز انتخابات را دریافت کرده‌اند.
به گفتهٔ وزیر کشور شمردن رأی در شعبه‌های رای‌گیری بلافاصله پس از پایان زمان رای‌گیری آغاز خواهد شد.
انتخابات در سراسر کشور تا ساعت ۲۲ و تهران تا ۲۳ تمدید شد.

## نتیجه
بنابر اعلام نتایج رسمی انتخابات ریاست جمهوری سال ۱۳۹۲، این دوره با مشارکت داخلی ۷۲٫۷٪ برگزار شد و حسن روحانی با ۵۰٫۷۱٪ کل آرا به عنوان رئیس‌جمهور منتخب برگزیده شد. این انتخاب با واکنش مثبت سران سایر کشورها مواجه شد و با توجه به دیدگاه‌های پیشین وی، امیدهای بین‌المللی نسبت به حل بحران‌های مرتبط با ایران را بیشتر ساخت.
| ۱ | حسن روحانی                     | اعتدالگرا                      | اصلاح طلبان حزب اعتدال و توسعه   | ۱۸٬۶۱۳٬۳۲۹ | ۵۰٫۷۱٪ |  |  |
| ۲ | محمدباقر قالیباف               | اصولگرا                        | جمعیت پیشرفت و عدالت             | ۶٬۰۷۷٬۲۹۲  | ۱۶٫۵۵٪ |  |  |
| ۳ | سعید جلیلی                     | اصولگرا                        | جبههٔ پایداری                     | ۴٬۱۶۸٬۹۴۶  | ۱۱٫۳۵٪ |  |  |
| ۴ | محسن رضایی                     | مستقل                          | جبههٔ ایستادگی                    | ۳٬۸۸۴٬۴۱۲  | ۱۰٫۵۸٪ |  |  |
| ۵ | علی‌اکبر ولایتی                 | اصولگرا                        | جمعی از جامعهٔ مدرسین جبههٔ پیروان | ۲٬۲۶۸٬۷۵۳  | ۶٫۱۸٪  |  |  |
| ۶ | سید محمد غرضی                  | مستقل                          | -                                | ۴۴۶٬۰۱۵    | ۱٫۲۱٪  |  |  |
| رأی‌های باطله | رأی‌های باطله                   | رأی‌های باطله                   | رأی‌های باطله                     | ۱٬۲۴۵٬۴۰۹  | ۳٫۳۹٪  |  |  |
| |                                |                                |                                  |            |        |  |  |
| مجموع کل رأی‌ها | مجموع کل رأی‌ها                 | مجموع کل رأی‌ها                 | مجموع کل رأی‌ها                   | ۳۶٬۷۰۴٬۱۵۶ | ۱۰۰٪   |  |  |
| |                                |                                |                                  |            |        |  |  |
| رأی‌های گرفته/درصد مشارکت داخلی | رأی‌های گرفته/درصد مشارکت داخلی | رأی‌های گرفته/درصد مشارکت داخلی | رأی‌های گرفته/درصد مشارکت داخلی   | ۳۶٬۹۳۸٬۶۵۱ | ۷۲٫۷٪  |  |  |
| رأی‌های درست | رأی‌های درست                    | رأی‌های درست                    | رأی‌های درست                      | ۳۵٬۴۵۸٬۷۴۷ | ۷۰٫۲۳٪ |  |  |
| رأی‌های باطله | رأی‌های باطله                   | رأی‌های باطله                   | رأی‌های باطله                     | ۱٬۲۴۵٬۴۰۹  | ۲٫۴۶٪  |  |  |
| رأی‌ندادگان | رأی‌ندادگان                     | رأی‌ندادگان                     | رأی‌ندادگان                       | ۱۳٬۷۷۹٬۰۳۶ | ۲۷٫۲۹٪ |  |  |
| واجدان شرایط رأی‌دهی داخلی | واجدان شرایط رأی‌دهی داخلی      | واجدان شرایط رأی‌دهی داخلی      | واجدان شرایط رأی‌دهی داخلی        | ۵۰٬۴۸۳٬۱۹۲ | ۱۰۰٪   |  |  |
| منبع: «گزارش نهایی یازدهمین دوره انتخابات ریاست‌جمهوری». وزارت کشور. ۲۵ خرداد ۱۳۹۲.، «وزیر کشور در گزارش انتخابات ریاست جمهوری یازدهم در محضر رهبر انقلاب: انتخابات ۹۲ مهر تاییدی بر تمام انتخابات گذشته بود». وزارت کشور. ۱۳ مرداد ۱۳۹۲. |                                |                                |                                  |            |        |  |  |

| نمودار میله‌ای | نمودار میله‌ای | نمودار میله‌ای | نمودار میله‌ای | نمودار میله‌ای |
| ------------- | ------------- | ------------- | ------------- | ------------- |
|               |               |               |               |               |
| روحانی        | روحانی        |               | ۵۰٫۷۱٪        | ۵۰٫۷۱٪        |
| قالیباف       | قالیباف       |               | ۱۶٫۵۵٪        | ۱۶٫۵۵٪        |
| جلیلی         | جلیلی         |               | ۱۱٫۳۵٪        | ۱۱٫۳۵٪        |
| رضایی         | رضایی         |               | ۱۰٫۵۸٪        | ۱۰٫۵۸٪        |
| ولایتی        | ولایتی        |               | ۶٫۱۸٪         | ۶٫۱۸٪         |
| غرضی          | غرضی          |               | ۱٫۲۱٪         | ۱٫۲۱٪         |
| باطله         | باطله         |               | ۳٫۳۹٪         | ۳٫۳۹٪         |

| استان‌هایی که روحانی اول شده |
| استان‌هایی که رضایی اول شده  |

| استان                     | حسن روحانی | %      | محمدباقر قالیباف | %      | محسن رضایی | %      | سعید جلیلی | %      | علی‌اکبر ولایتی | %      | سید محمد غرضی | %     | مجموع       |
| استان آذربایجان شرقی      | ۱٬۰۵۲٬۳۴۵  | ۵۷٫۸۷٪ | ۱۸۷٬۴۴۴          | ۱۰٫۳۱٪ | ۲۰۲٬۱۷۵    | ۱۱٫۱۲٪ | ۱۸۷٬۲۲۷    | ۱۰٫۳۰٪ | ۱۶۴٬۱۷۹        | ۹٫۰۳٪  | ۲۵٬۰۸۲        | ۱٫۳۸٪ | ۱٬۸۱۸٬۴۵۲   |
| استان آذربایجان غربی      | ۶۸۲٬۱۹۳    | ۶۳٫۹۱٪ | ۱۵۱٬۵۰۸          | ۱۳٫۱۱٪ | ۱۰۵٬۶۵۸    | ۸٫۸۸٪  | ۹۳٬۷۸۷     | ۷٫۴۹٪  | ۶۷٬۸۷۴         | ۵٫۲۶٪  | ۱۵٬۵۴۸        | ۱٫۳۵٪ | ۱٬۱۱۶٬۵۶۸   |
| استان اردبیل              | ۳۸۴٬۷۵۱    | ۵۸٫۳۷٪ | ۹۸٬۲۹۸           | ۱۷٫۸۷٪ | ۵۹٬۵۲۴     | ۹٫۰۷٪  | ۴۴٬۴۴۱     | ۶٫۹۷٪  | ۴۰٬۵۳۱         | ۶٫۴۷٪  | ۸٬۳۶۷         | ۱٫۲۶٪ | ۶۳۵٬۹۱۲     |
| استان اصفهان              | ۱۰۱۷۵۱۶    | ۴۵٫۰۰٪ | ۲۵۹۶۰۱           | ۱۳٫۵۴٪ | ۲۷۰۷۹۹     | ۱۲٫۱۵٪ | ۴۱۱۰۹۸     | ۱۸٫۸۷٪ | ۲۰۳۶۷۹         | ۸٫۰۷٪  | ۵۹۱۰۶         | ۲٫۳۷٪ | ۲۲۲۱۷۹۹     |
| استان البرز               | ۵۱۹۴۱۲     | ۵۱٫۱۹٪ | ۲۱۳۹۰۴           | ۱۹٫۲۴٪ | ۸۴۶۳۳      | ۷٫۹۴٪  | ۱۰۵۳۷۲     | ۱۰٫۷۵٪ | ۷۷۲۸۸          | ۹٫۶۹٪  | ۱۲۲۲۶         | ۱٫۱۸٪ | ۱۰۱۲۸۳۵     |
| استان ایلام               | ۱۷۵۶۰۸     | ۵۶٫۴۰٪ | ۳۵۵۸۶            | ۱۱٫۴۳٪ | ۵۸۱۸۲      | ۱۸٫۶۹٪ | ۲۲۹۷۶      | ۷٫۳۸٪  | ۱۵۱۰۴          | ۴٫۸۵٪  | ۳۸۸۹          | ۱٫۲۵٪ | ۳۱۱۳۴۵      |
| استان بوشهر               | ۲۷۸۷۶۳     | ۵۳٫۸۱٪ | ۶۴۸۸۱            | ۱۲٫۵۲٪ | ۷۴۲۲۰      | ۱۴٫۳۳٪ | ۵۴۹۶۰      | ۱۰٫۶۱٪ | ۳۸۴۹۹          | ۷٫۴۳٪  | ۶۷۱۱          | ۱٫۳۰٪ | ۵۱۸۰۳۴      |
| استان تهران               | ۲۳۸۵۸۹۰    | ۴۸٫۵۱٪ | ۱۲۶۶۵۶۸          | ۲۵٫۷۵٪ | ۳۳۶۵۵۷     | ۶٫۸۴٪  | ۵۵۰۳۴۸     | ۱۱٫۱۹٪ | ۳۱۶۵۹۲         | ۶٫۴۴٪  | ۶۱۸۹۳         | ۱٫۲۶٪ | ۴۹۱۷۸۴۸     |
| استان چهارمحال و بختیاری  | ۱۵۵۸۸۴     | ۳۲٫۸۵٪ | ۴۳۲۰۱            | ۹٫۱۰٪  | ۲۱۱۱۰۱     | ۴۴٫۴۹٪ | ۳۸۶۰۰      | ۸٫۱۳٪  | ۲۱۶۹۳          | ۴٫۵۷٪  | ۴۰۳۴          | ۰٫۸۵٪ | ۴۷۴۵۱۳      |
| استان خراسان جنوبی        | ۱۹۲۴۴۶     | ۴۴٫۵۱٪ | ۱۰۱۷۱۳           | ۲۳٫۵۳٪ | ۱۴۵۸۲      | ۳٫۳۷٪  | ۱۰۳۳۸۲     | ۲۳٫۹۱٪ | ۱۵۱۸۵          | ۳٫۵۱٪  | ۵۰۵۲          | ۱٫۱۷٪ | ۴۳۲۳۶۰      |
| استان خراسان رضوی         | ۱۳۰۰۶۱۷    | ۴۳٫۹۹٪ | ۹۶۷۴۳۲           | ۳۲٫۷۲٪ | ۱۰۸۰۷۵     | ۳٫۶۶٪  | ۴۰۶۱۲۴     | ۱۳٫۷۴٪ | ۱۴۰۱۴۲         | ۴٫۷۴٪  | ۳۴۴۳۳         | ۱٫۱۶٪ | ۲۹۵۶۸۲۳     |
| استان خراسان شمالی        | ۲۲۶۱۴۴     | ۴۷٫۱۹٪ | ۱۵۷۸۰۰           | ۳۲٫۹۳٪ | ۱۸۸۷۰      | ۳٫۹۴٪  | ۵۲۸۰۲      | ۱۱٫۰۲٪ | ۱۷۹۲۴          | ۳٫۷۴٪  | ۵۶۸۴          | ۱٫۱۹٪ | ۴۷۹۲۲۴      |
| استان خوزستان             | ۶۷۵۴۹۵     | ۳۴٫۱۵٪ | ۱۱۷۹۷۷           | ۵٫۹۶٪  | ۹۲۱۵۷۰     | ۴۶٫۵۹٪ | ۱۶۹۴۴۶     | ۸٫۵۷٪  | ۷۸۴۸۸          | ۳٫۹۷٪  | ۱۵۲۵۱         | ۰٫۷۷٪ | ۱۹۷۸۲۲۷     |
| استان زنجان               | ۲۸۱۸۶۷     | ۵۰٫۲۹٪ | ۱۰۶۴۱۵           | ۱۸٫۹۹٪ | ۴۹۶۵۴      | ۸٫۸۶٪  | ۷۰۷۹۷      | ۱۲٫۶۳٪ | ۴۲۵۵۰          | ۷٫۵۹٪  | ۹۱۷۰          | ۱٫۶۴٪ | ۵۶۰۴۵۳      |
| استان سمنان               | ۱۵۷۱۳۳     | ۴۵٫۳۱٪ | ۸۷۵۹۸            | ۲۵٫۲۶٪ | ۱۴۵۴۱      | ۴٫۱۹٪  | ۵۵۹۸۷      | ۱۶٫۱۵٪ | ۲۶۵۰۰          | ۷٫۶۴٪  | ۵۰۱۵          | ۱٫۴۵٪ | ۳۴۶۷۷۴      |
| استان سیستان و بلوچستان   | ۷۷۰۳۹۴     | ۷۳٫۳۰٪ | ۱۰۹۳۹۰           | ۱۰٫۴۱٪ | ۶۱۹۸۶      | ۵٫۹۰٪  | ۶۴۳۳۹      | ۶٫۱۲٪  | ۳۶۱۲۲          | ۳٫۴۴٪  | ۸۷۸۵          | ۰٫۸۴٪ | ۱۰۵۱۰۱۶     |
| استان فارس                | ۱۲۹۲۹۴۳    | ۵۸٫۲۱٪ | ۲۴۷۶۴۲           | ۱۱٫۱۵٪ | ۲۱۱۸۰۱     | ۹٫۵۴٪  | ۳۰۹۹۲۹     | ۱۳٫۹۵٪ | ۱۳۵۴۲۵         | ۶٫۱۰٪  | ۲۳۳۴۳         | ۱٫۰۵٪ | ۲۲۲۱۰۸۳     |
| استان قزوین               | ۳۲۴۷۳۹     | ۵۱٫۷۰٪ | ۱۱۱۶۰۴           | ۱۷٫۷۷٪ | ۴۵۸۸۴      | ۷٫۳۱٪  | ۹۰۵۷۳      | ۱۴٫۴۲٪ | ۴۷۱۷۴          | ۷٫۵۱٪  | ۸۱۰۸          | ۱٫۲۹٪ | ۶۲۸۰۸۲      |
| استان قم                  | ۲۰۱۶۷۷     | ۳۸٫۷۰٪ | ۸۹۹۸۷            | ۱۷٫۲۷٪ | ۳۰۵۴۰      | ۵٫۸۶٪  | ۱۲۱۲۳۷     | ۲۳٫۲۶٪ | ۶۸۳۵۶          | ۱۳٫۱۲٪ | ۹۳۴۶          | ۱٫۷۹٪ | ۵۲۱۱۴۳      |
| استان کردستان             | ۴۳۸۲۹۰     | ۷۰٫۸۵٪ | ۷۵۵۴۸            | ۱۲٫۲۱٪ | ۴۹۶۹۵      | ۸٫۰۳٪  | ۳۰۱۹۵      | ۴٫۸۸٪  | ۱۷۸۴۳          | ۲٫۸۸٪  | ۷۰۴۸          | ۱٫۱۴٪ | ۶۱۸۶۱۹      |
| استان کرمان               | ۸۵۵۴۶۳     | ۵۹٫۳۳٪ | ۲۲۲۸۰۰           | ۱۵٫۴۵٪ | ۶۹۳۱۶      | ۴٫۸۱٪  | ۲۱۵۸۷۲     | ۱۴٫۹۷٪ | ۶۴۲۴۷          | ۴٫۴۶٪  | ۱۴۲۳۷         | ۰٫۹۹٪ | ۱۴۴۱۹۳۵     |
| استان کرمانشاه            | ۵۶۷۷۸۴     | ۶۲٫۴۳٪ | ۱۶۲۰۶۲           | ۱۷٫۸۲٪ | ۶۴۵۹۷      | ۷٫۱۰٪  | ۶۴۵۹۷      | ۷٫۱۰٪  | ۴۱۳۴۸          | ۴٫۵۵٪  | ۹۰۱۷          | ۰٫۹۹٪ | ۹۰۹۴۰۵      |
| استان کهگیلویه و بویراحمد | ۱۲۶۳۹۵     | ۳۹٫۱۲٪ | ۱۷۴۸۹            | ۵٫۴۱٪  | ۱۴۲۰۴۰     | ۴۳٫۹۷٪ | ۲۴۱۳۸      | ۷٫۴۷٪  | ۱۱۵۱۰          | ۳٫۵۶٪  | ۱۴۸۷          | ۰٫۴۶٪ | ۳۲۳۰۵۹      |
| استان گلستان              | ۵۴۸۰۶۹     | ۵۹٫۸۱٪ | ۱۵۸۹۴۷           | ۱۷٫۳۵٪ | ۴۶۱۰۰      | ۵٫۰۳٪  | ۷۸۱۹۲      | ۸٫۵۳٪  | ۷۴۶۳۳          | ۸٫۱۴٪  | ۱۰۴۰۱         | ۱٫۱۴٪ | ۹۱۶۳۴۲      |
| استان گیلان               | ۷۸۴۷۸۹     | ۶۴٫۷۴٪ | ۸۶۹۲۳            | ۷٫۱۷٪  | ۸۶۹۲۳      | ۷٫۱۷٪  | ۱۴۹۸۷۶     | ۱۲٫۳۶٪ | ۸۵۱۵۶          | ۷٫۰۳٪  | ۱۸۵۱۶         | ۱٫۵۳٪ | ۱۲۱۲۱۸۳     |
| استان لرستان              | ۴۰۲۶۵۵     | ۴۷٫۴۳٪ | ۹۹۰۲۲            | ۱۱٫۶۶٪ | ۲۳۶۴۵۱     | ۲۷٫۸۵٪ | ۶۳۳۱۶      | ۷٫۴۶٪  | ۴۰۹۰۸          | ۴٫۸۲٪  | ۶۵۹۶          | ۰٫۷۸٪ | ۸۴۸۹۴۸      |
| استان مازندران            | ۱۱۰۷۴۹۴    | ۵۹٫۸۲٪ | ۲۸۶۴۶۴           | ۱۵٫۴۷٪ | ۹۴۱۷۸      | ۵٫۰۹٪  | ۱۸۰۷۷۲     | ۹٫۷۶٪  | ۱۶۱۸۷۳         | ۸٫۷۴٪  | ۲۰۷۴۲         | ۱٫۱۲٪ | ۱۸۵۱۵۲۳     |
| استان مرکزی               | ۳۲۳۶۳۱     | ۴۵٫۹۴٪ | ۱۳۷۱۹۵           | ۱۹٫۴۸٪ | ۶۵۴۹۵      | ۹٫۳۰٪  | ۹۳۳۴۳      | ۱۳٫۲۵٪ | ۷۵۳۱۸          | ۱۰٫۶۹٪ | ۹۴۰۹          | ۱٫۳۴٪ | ۷۰۴۳۹۱      |
| استان هرمزگان             | ۴۱۴۴۴۴     | ۵۴٫۴۶٪ | ۹۹۲۷۷            | ۱۳٫۰۴٪ | ۶۴۲۷۰      | ۸٫۴۴٪  | ۱۲۲۹۵۴     | ۱۶٫۱۶٪ | ۴۸۷۴۳          | ۶٫۴۰٪  | ۱۱۳۵۶         | ۱٫۴۹٪ | ۷۶۱۰۴۴      |
| استان همدان               | ۴۵۱۸۱۰     | ۵۰٫۶۸٪ | ۱۳۹۸۶۵           | ۱۵٫۶۹٪ | ۸۰۳۴۰      | ۹٫۰۱٪  | ۱۳۸۴۱۴     | ۱۵٫۵۲٪ | ۶۹۷۷۰          | ۷٫۸۳٪  | ۱۱۳۷۸         | ۱٫۲۸٪ | ۸۹۱۵۷۷      |
| استان یزد                 | ۳۵۱۵۲۷     | ۶۷٫۷۲٪ | ۵۲۹۱۱            | ۱۰٫۱۹٪ | ۱۹۷۹۳      | ۳٫۸۱٪  | ۶۲۲۳۲      | ۱۱٫۹۹٪ | ۲۷۴۶۸          | ۵٫۲۹٪  | ۵۱۳۷          | ۰٫۹۹٪ | ۵۱۹۰۶۸      |
| مجموع/درصد بدون باطله     | ۱۸٬۴۴۸٬۱۶۸ | ۵۲٫۴۱٪ | ۵٬۹۵۷٬۰۵۲        | ۱۶٫۹۲٪ | ۳٬۸۹۹٬۵۵۰  | ۱۱٫۰۸٪ | ۴٬۱۷۷٬۳۲۶  | ۱۱٫۸۷٪ | ۲٬۲۷۲٬۱۲۲      | ۶٫۴۵٪  | ۴۴۶٬۳۶۷       | ۱٫۲۷٪ | ۳۵٬۲۰۰٬۵۸۵* |
| مجموع/درصد با باطله       |            | ۵۰٫۶۲٪ |                  | ۱۶٫۳۴٪ |            | ۱۰٫۷۰٪ |            | ۱۱٫۴۶٪ |                | ۶٫۲۳٪  |               | ۱٫۲۲٪ | ۳۶٬۴۴۵٬۹۹۴  |

- *نتایج جدول از بخش نتایج انتخابات ریاست جمهوریِ وزارت کشور  بدست آمده‌است (نیازمند رمز عبور است).
- **در آمار وزارت کشور داده‌های مربوط به آرای ایرانی‌های خارج اعلام نشده. در جدول نیز منظور نشده‌است.

### نقشه‌ها

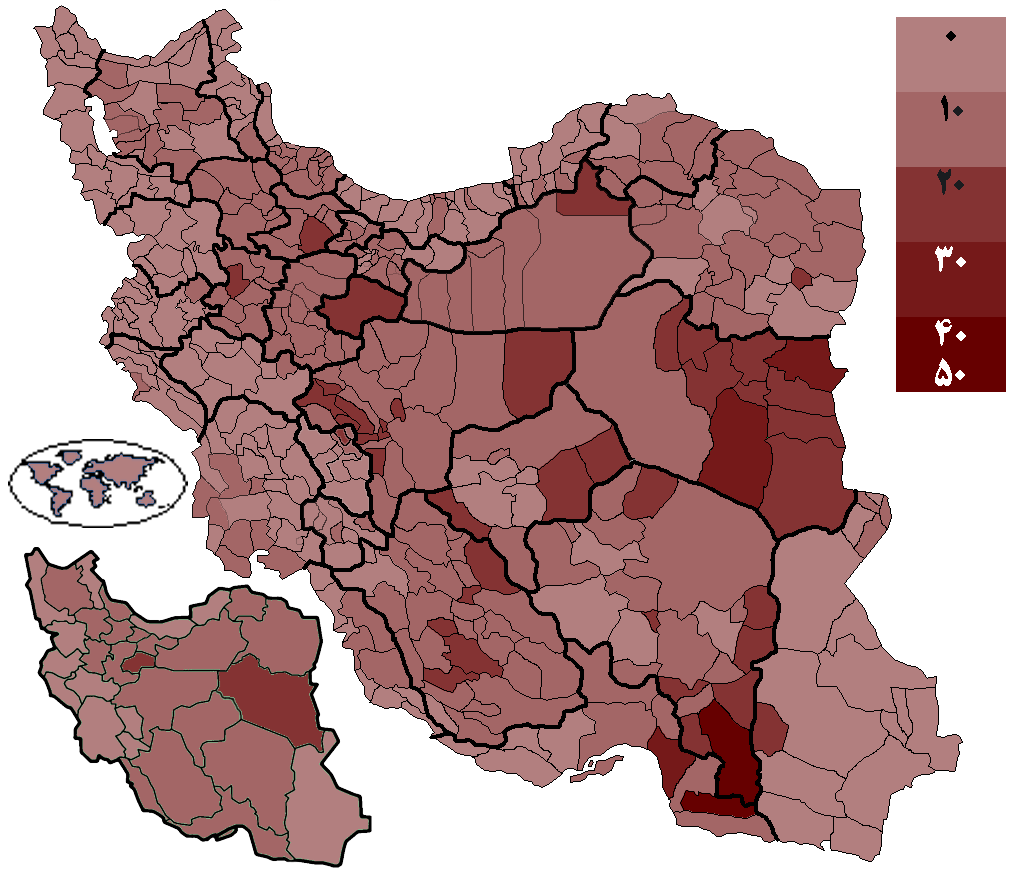
نتیجه انتخابات جلیلی در سطح کشور
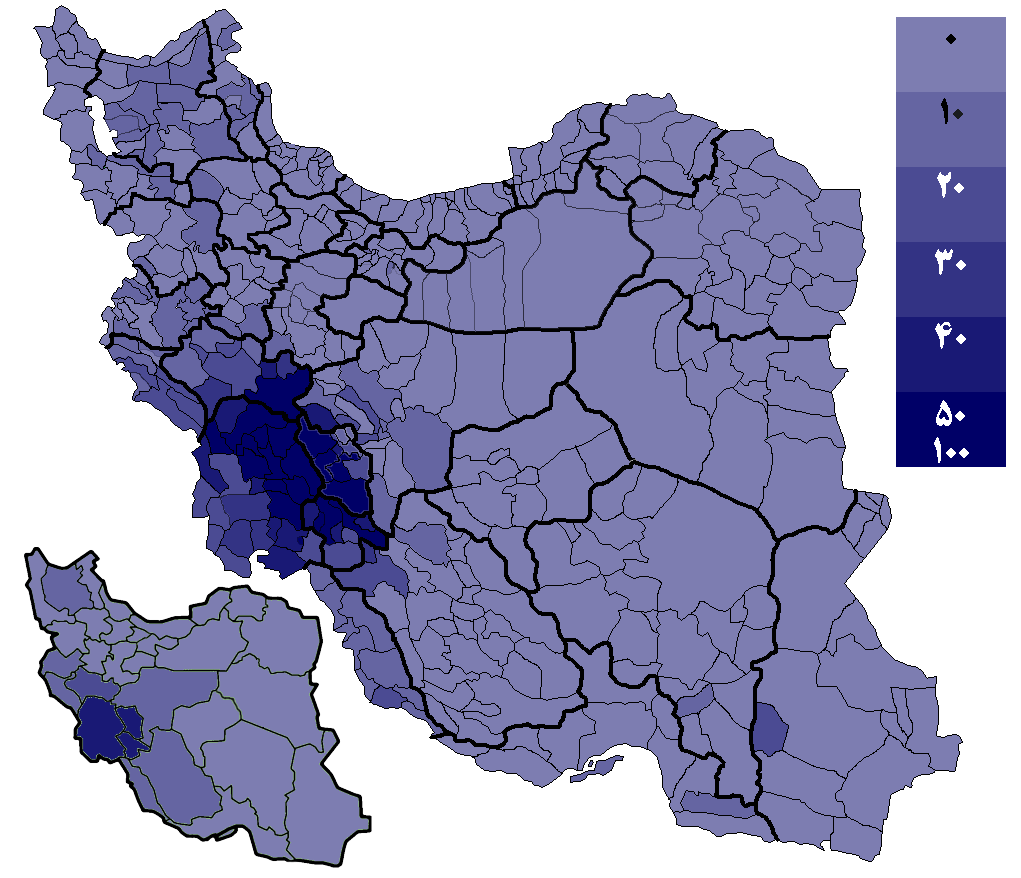
نتیجه انتخابات رضایی در سطح کشور
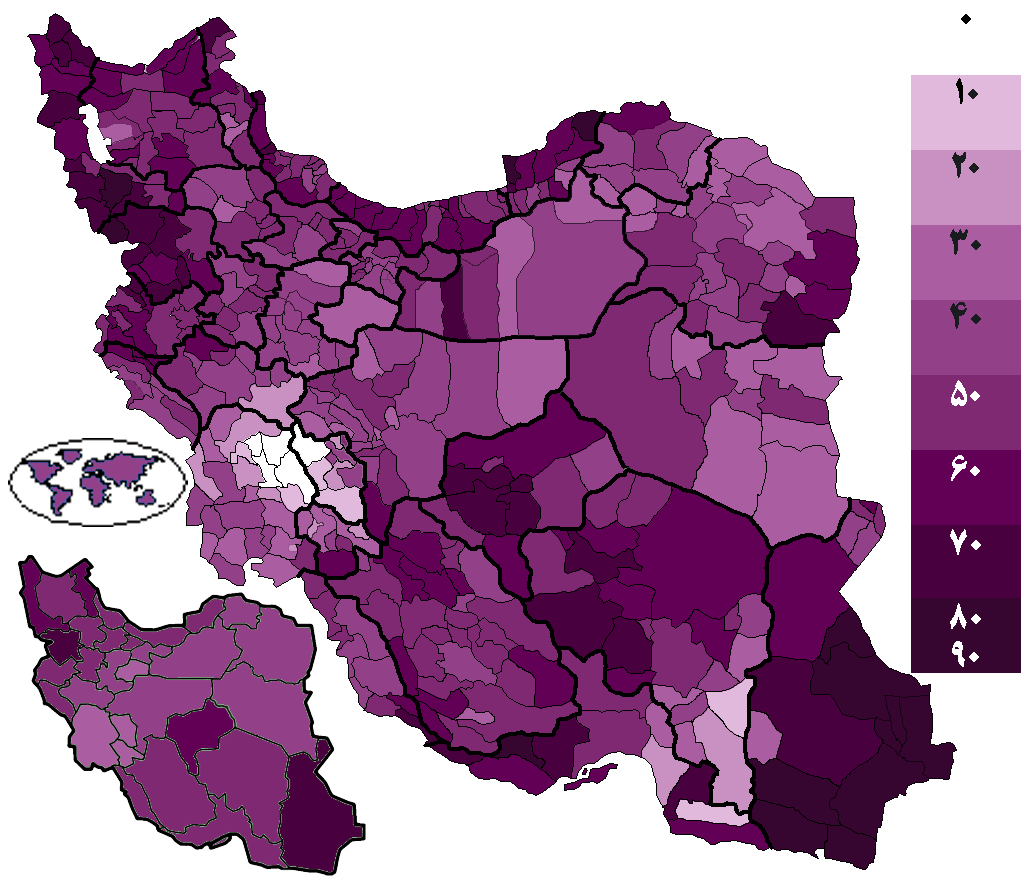
نتیجه انتخابات روحانی در سطح کشور
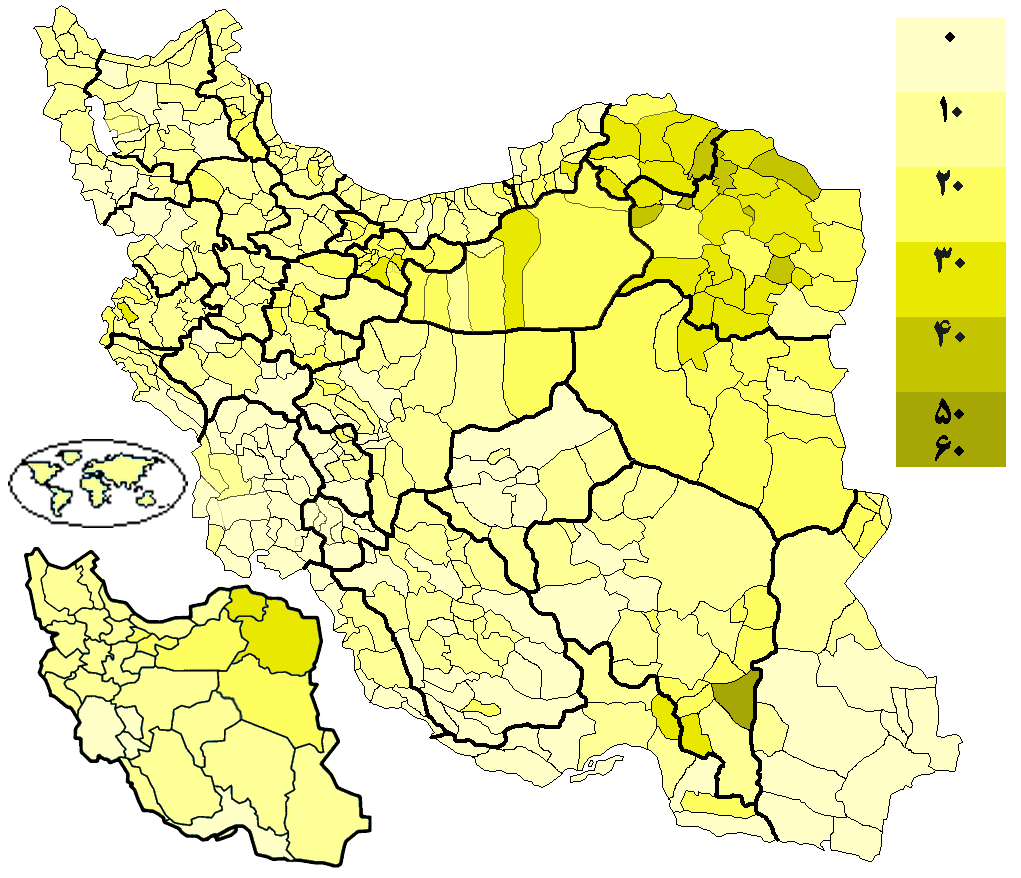
نتیجه انتخابات قالیباف در سطح کشور
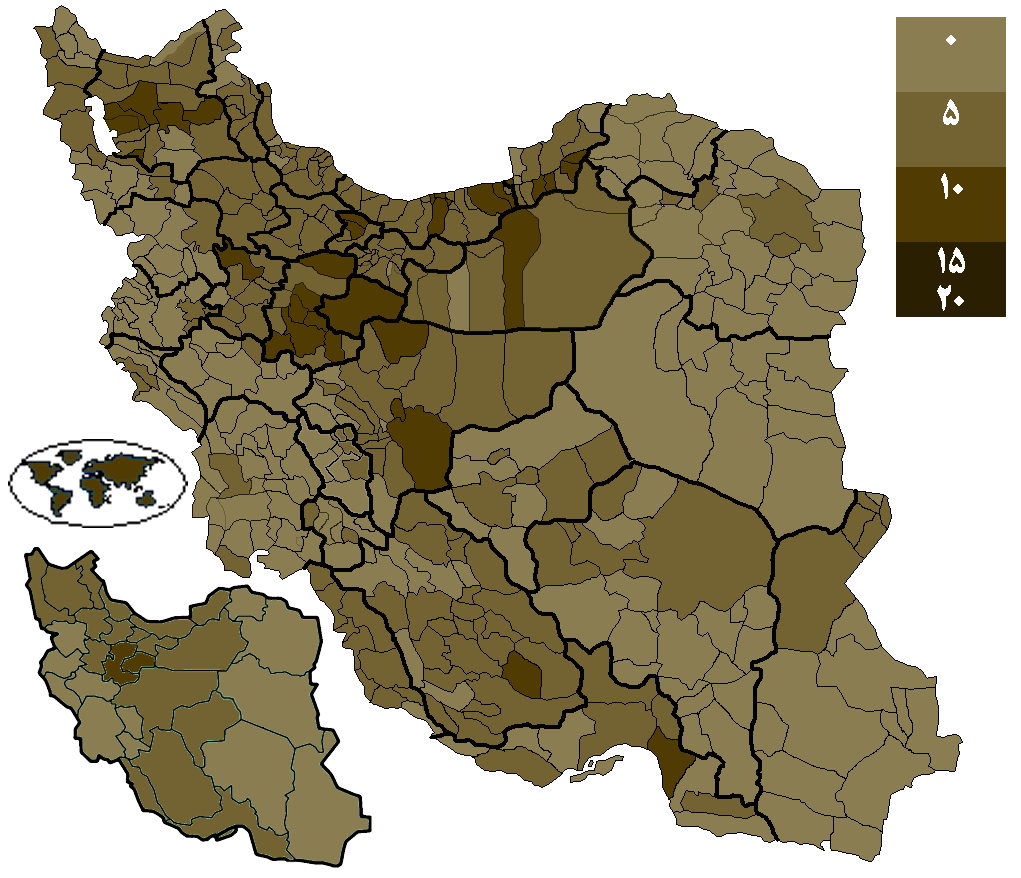
نتیجه انتخابات ولایتی در سطح کشور

## تحلیف

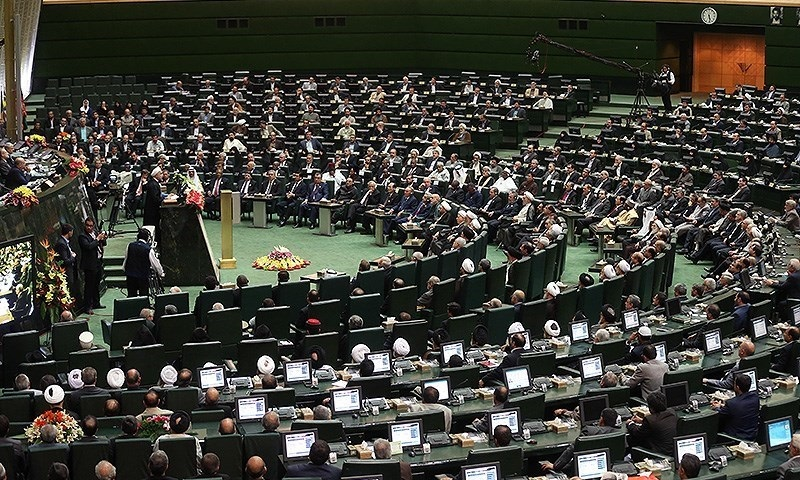
سالن در زمان سخرانی روحانی

مراسم تحلیف یازدهمین دوره ریاست جمهوری در ۱۳ مرداد ۱۳۹۲ از ساعت ۱۶:۱۵ تا ۱۷:۳۶ در مجلس شورای اسلامی و با حضور شخصیت‌ها و مقامات داخلی و خارجی برگزار گردید. این مراسم یک روز پس از مراسم تنفیذ (تاریخ ۱۲ مرداد) برگزار شد. مراسم تحلیف به صورت مستقیم از ۱۱ شبکه سیما به وسیله ۲۰ دوربین پخش و تصویربرداری گردید. برای نخستین بار پس از انقلاب ۱۳۵۷ ایران تصمیم گرفته شده از مقامات کشورهای خارجی برای شرکت در این مراسم دعوت شود. چند شبکه رادیویی و تلویزیونی در ایران مراسم تحلیف حسن روحانی را برای سراسر جهان پخش می‌کنند. این مراسم یک روز پیش از سالگرد فرمان مشروطیت در ایران برگزار گردید. در این مراسم بیش از ۵۵ هیئت خارجی که ۱۱ هیئت آن در سطح سران و بقیه از وزرا یا روسای مجالس بوده‌اند، شرکت کردند. حسن روحانی می‌گوید تماس و مذاکره با آن‌ها اولین قدم در دیپلماسی خارجی دولت بود که در فضای بین‌المللی بسیار مؤثر بود.